# جرج پدمور
جرج پدمور (انگلیسی: George Padmore؛ ۲۸ ژوئن ۱۹۰۳ – ۲۳ سپتامبر ۱۹۵۹) یک سیاست‌مدار، و نویسنده اهل ترینیداد و توباگو بود.